# Krajné
Krajné (Hongaars: Karaj) is een Slowaakse gemeente in de regio Trenčín, en maakt deel uit van het district Myjava.
Krajné telt 1.590 inwoners.